# Tachymenis affinis
Tachymenis affinis är en ormart som beskrevs av Boulenger 1896. Tachymenis affinis ingår i släktet Tachymenis och familjen snokar. Inga underarter finns listade i Catalogue of Life.
Arten förekommer i Peru i regionerna Huánuco och Amazonas. Honor lägger inga ägg utan föder levande ungar.